# Province de Halle-Mersebourg

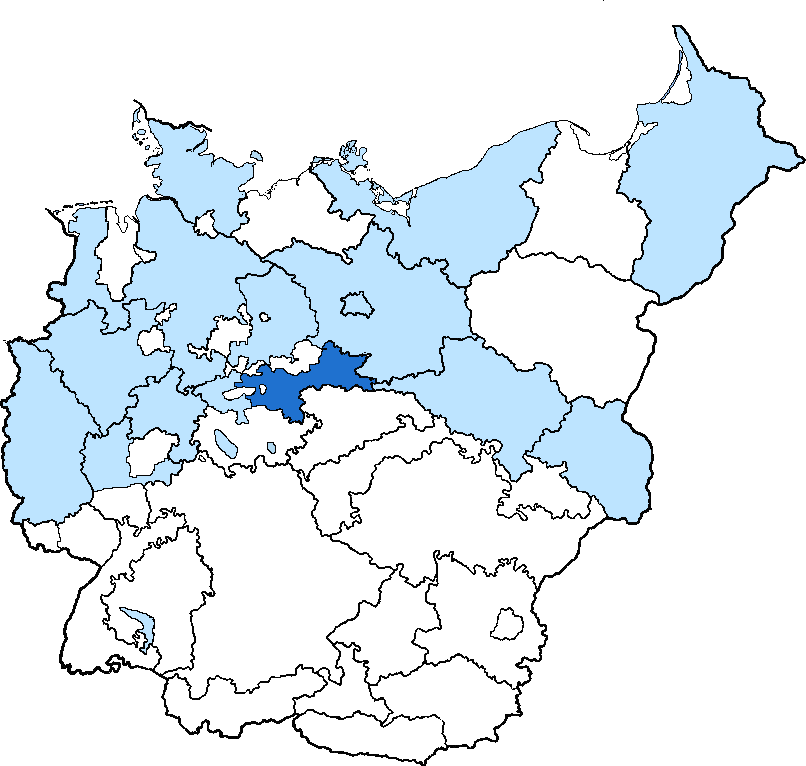
La province de Halle-Mersebourg (en bleu foncé) au sein de l'État libre de Prusse (en bleu clair).

La province de Halle-Mersebourg était une province de l'État libre de Prusse au sein de l'Allemagne nazie de 1944 à 1945. Sa capitale était Mersebourg.
La province a été créée le 1er juillet 1944 à partir du district de Mersebourg, une région administrative de l'ancienne Saxe prussienne. Après la Seconde Guerre mondiale, le territoire est passé sous contrôle soviétique et fusionna le 23 juillet 1945 avec la Province de Magdebourg et l'État libre d'Anhalt pour reconstituer la Province de Saxe, plus tard renommée « Province de Saxe-Anhalt » puis « Land de Saxe-Anhalt ».